# Bertha Ronge
Bertha Ronge (* 25. April 1818 in Hamburg; † 18. April 1863 in Frankfurt am Main; gebürtige Bertha Meyer, geschiedene Bertha Traun) war eine deutsche Frauenrechtlerin und Erzieherin. 

## Leben

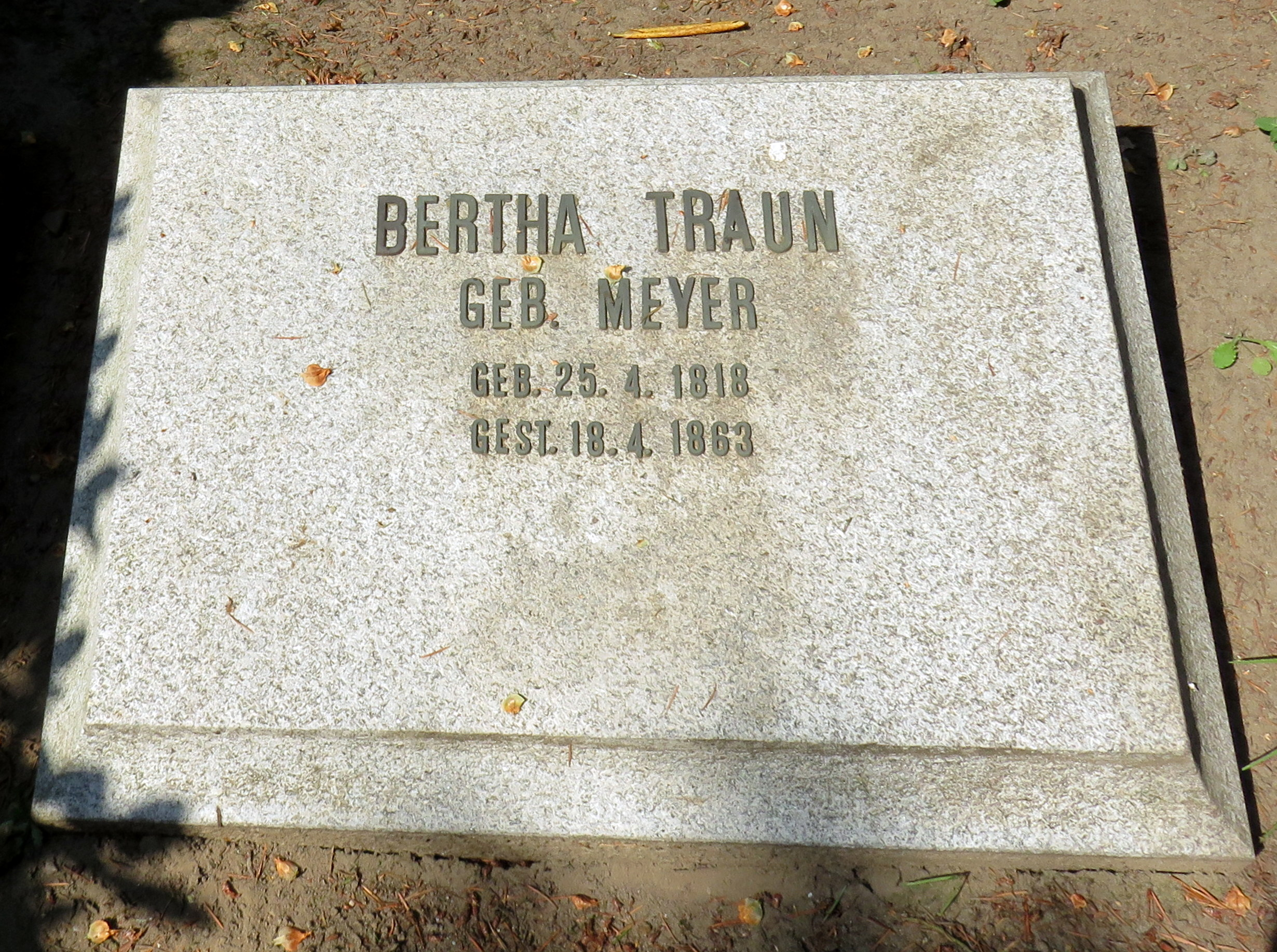
Kissenstein Bertha Traun
(geb. Meyer) auf der Familiengrabstätte auf dem Friedhof Ohlsdorf

Bertha Meyer wurde als zweitälteste Tochter des wohlhabenden Stockfabrikanten Heinrich Christian Meyer 1818 in Hamburg geboren. Auf Wunsch des Vaters heiratete sie im Alter von nur 16 Jahren den 14 Jahre älteren Privatsekretär der Herzogin von Cambridge und späteren Fabrikanten Friedrich Traun. Aus dieser Ehe gingen sechs Kinder hervor. 1846 lernte sie Johannes Ronge, den Gründer des Deutschkatholizismus, kennen. Ronge übte auf  bürgerliche Frauen besondere Anziehungskraft aus, da er seine reformerischen Ideen mit der Forderung nach der Emanzipation der Frau verband. Bertha  verliebte sich in Ronge und trennte sich von ihrem Mann.  Mit dreien ihrer Kinder folgte sie im Oktober 1850 dem exkommunizierten Priester  nach London ins Exil. Dort heirateten die beiden am 5. August 1851. Bald darauf kam die gemeinsame Tochter Marie zur Welt und Bertha bat ihre jüngere Schwester Margarethe aus Hamburg nach London zu kommen, um sie zu unterstützen.
1861 kehrte Bertha mit Johannes Ronge nach Deutschland zurück und starb wenig später, 1863, in Frankfurt.
Im Bereich der Grabstätte für die deutschen Familien Traun und Bruhn auf dem Hamburger Friedhof Ohlsdorf im Planquadrat AC 18 südwestlich von Kapelle 7 befindet sich ein Kissenstein für „Bertha Traun, geb. Meyer“.
Der Traunweg im Hamburger Stadtteil Harburg bezog sich zunächst lediglich auf Bertha Meyers ersten Ehemann Christian Justus Friedrich Traun, erinnert nachträglich nun auch an sie selbst als Vorkämpferin der Hamburger Frauenbewegung.

## Leistungen
Bertha Ronge setzte sich ihr ganzes Leben für die Erziehungsideen Friedrich Fröbels, für die freireligiösen Gedanken Johannes Ronges und für die Rechte der Frauen ein.
Mit Emilie Wüstenfeld und weiteren 30 interessierten Frauen gründete sie in Hamburg am 12. Dezember 1846 den Verein der Frauen und Jungfrauen zur Unterstützung der Deutschkatholiken, dessen Ziel es u. a. war, die Anerkennung durch den Hamburger Senat für die freireligiöse Gemeinde zu erreichen.  
Seit 1848 war sie Mitglied des „Socialen Vereins Hamburger Frauen zur Ausgleichung konfessioneller Unterschiede“, der die Abschaffung der Ungleichbehandlung jüdischer Bürger anstrebte.
In vielen Vorträgen, insbesondere vor freireligiösen Gemeinden, warb sie für die Errichtung von Fröbel-Kindergärten. Mit Emilie Wüstenfeld und Johannes Ronge gründete sie die Hochschule für das weibliche Geschlecht, die am 1. Januar 1850 in Hamburg die Ausbildung von Lehrerinnen und Kindergärtnerinnen begann. Am 1. April 1852 musste die weibliche Bildungsinstitution den Lehrbetrieb einstellen, da durch die Trennung Berthas von ihrem Mann die finanzielle Unterstützung durch die Hamburger Geldgeber ausblieb.
In London gründete sie mit Johannes Ronge eine freireligiöse Gemeinde und in Manchester einen Kindergarten und eine Ausbildungsstätte für Kindergärtnerinnen. 1857 gründete sie das „Manchester Committee“ (später „Manchester Fröbel Society“) zur Verbreitung des Kindergartens. 
Mit Unterstützung ihres Mannes veröffentlichte sie einen Führer für Erzieher durch die Erziehungsideen Friedrich Fröbels. Auch in England warb sie durch Vorträge für die Einrichtung von Kindergärten. 
Nach ihrer Rückkehr nach Breslau versuchte sie auch dort einen Kindergarten zu gründen, scheiterte aber an der Geistlichkeit und gründete stattdessen eine Bildungsanstalt für Kindergärtnerinnen.

## Schriften
- mit Johannes Ronge: Practical Guide to the English Kindergarten, for the use of mothers, nurses and infant teachers; being an exposition of Froebel's system of infant training. London 1855.